# Telmatactis solidago
Telmatactis solidago is een zeeanemonensoort uit de familie Isophelliidae.
Telmatactis solidago is voor het eerst wetenschappelijk beschreven door Duchassaing & Michelotti in 1864.